# Cecil Victor Boley Marquand
Cecil Victor Boley Marquand, född 7 juni 1897 i Richmond, London, Storbritannien, död 1 juli 1943 på Isle of Skye, Skottland, var en brittisk botaniker.
Auktorsnamnet C.Marquand kan användas för Cecil Victor Boley Marquand i samband med ett vetenskapligt namn inom botaniken; se Wikipediaartiklar som länkar till auktorsnamnet.